# Adopción forzosa de menores a través de la Iglesia católica en Bélgica
La adopción forzosa de niños a través de la Iglesia católica en Bélgica afectó a mujeres jóvenes embarazadas enviadas por sus familias a dar a luz en instituciones católicas, a las que les arrebataron sus hijos y luego los vendieron a familias de acogida. El número de niños afectados fue de aproximadamente 30 000 entre 1945 y 1980.
La Iglesia católica belga pidió disculpas a las víctimas y los sacerdotes implicados en este asunto fueron suspendidos. Tommy Scholtès, portavoz de los obispos belgas, declaró en 2023 que no se trataba de venta de niños, sino de las familias que recibieron a los niños «contribuyeron financieramente al funcionamiento de las comunidades religiosas».

## Historia
El asunto de las adopciones forzadas de niños entre 1945 y 1980 en Bélgica salió a la luz en 2014. Después de debates en el Parlamento Flamenco, disculpas de la Iglesia católica belga y solicitudes de investigación, el asunto desapareció de los medios de comunicación. El caso volvió a la palestra pública de la escena belga en diciembre de 2023 con el podcast Kinderen van de Kerk (Niños de la Iglesia), publicado por el medio Het Laatste Nieuws.
Según la asociación Mater Matuta, 30.000 niños, particularmente en Flandes fueron afectados por estos abandonos y adopciones forzadas. Después de dar a luz en instituciones católicas, en Bélgica o en el norte de Francia, las madres biológicas debían abandonar a sus hijos, que luego eran vendidos a familias adoptivas. Generalmente se vendía a los niños por entre 10 000 y 30 000 francos belgas. Sin embargo, podrían haber sido cantidades mayores, ya que existe el caso de un niño nacido en el norte de Francia vendido por las monjas por el valor de 100 000 francos.
Mujeres víctimas de estas adopciones forzadas crearon la asociación Mater Matuta. Según esta asociación, los servicios públicos y determinados magistrados se volvieron cómplices de la Iglesia católica. Mater Matuta afirma que las agencias de adopción intercambiaron niños para evitar que encontraran a sus madres biológicas.
Algunas de las víctimas hablan de humillaciones y violencia sexual por parte de las monjas, así como también de esterilizaciones forzadas.

## Reacciones

### Políticos
En diciembre de 2014, el Parlamento Flamenco organizó audiencias sobre la cuestión de las adopciones forzosas.
En 2023, el ministro de Justicia belga, Paul Van Tigchelt, anunció que cuatro sacerdotes implicados en estas adopciones fueron suspendidos y eliminados de la lista de personal religioso remunerado por su ministerio. Se está llevando a cabo una investigación relativa a otros cuatro religiosos. Además, en 2023, una enmienda del Parlamento flamenco permitirá clasificar a las personas adoptadas ilegalmente como víctimas de trata de seres humanos.

### Iglesia católica
La Iglesia católica belga pidió disculpas a las víctimas. Herman Cosijns, secretario general de la Conferencia Episcopal belga de 2011 a 2023, causó revuelo en 2014 al declarar que era falso hablar de adopciones forzadas. En 2023 Tommy Scholtès, portavoz de los obispos belgas, dijo: «Las familias en espera de adopción agradecían a las monjas cuando recibían al niño (...), contribuyeron económicamente al funcionamiento de las comunidades religiosas».
En 2023, la Iglesia católica belga expresó su deseo de iniciar una «investigación externa para determinar responsabilidades reales» sobre estas adopciones. El presidente de la Conferencia Episcopal de Bélgica, Luc Terlinden, dijo respecto a los niños víctimas de abusos sexuales y/o adopción forzada: «(Es) una dolorosa realidad que ha salido a la luz en las últimas semanas tras los conmovedores testimonios de las víctimas. Estos nos invitan no sólo a la compasión sino también a un compromiso decidido de respetar la dignidad de cada persona humana... ».

### Testimonios
La diputada Yngvild Ingels, nacida el 1 de enero de 1979 en Dunkerque, en un convento, fue adoptada en el marco de estas adopciones forzosas, pero nunca pudo encontrar a sus padres biológicos. Fue vendida a través de la asociación católica Cáritas a una familia belga flamenca. Ella indica que fue «transportada de Francia a Bélgica, sin marco jurídico real. Sin embargo, mis padres pudieron regularizar la adopción a través de abogados. En ese momento pensaron que estaban haciendo lo correcto. Y no soy la única. Hay muchas personas que fueron adoptadas así».
El medio belga de habla holandesa Het Laatste Nieuws publicó en diciembre de 2023 el podcast Kinderen van de Kerk (Niños de la Iglesia) que presenta varios testimonios. Debby Mattys relató la historia de su madre, quien quedó embarazada a los 18 años tras una violación, y fue internada en una institución gestionada por monjas en Mortsel, donde la obligaron a trabajar. Luego de dar a luz, su hija Debby Mattys, fue «vendida» a sus padres adoptivos por 20 000 francos belgas.

## Consecuencias
En 2023, una enmienda del Parlamento Flamenco permitirá clasificar a las personas adoptadas ilegalmente como víctimas de trata de personas.